# Ольсхаузен, Юстус
Юстус Ольсхаузен (нем. Justus Olshausen; 9 мая 1800, Хоэнфельде — 28 декабря 1882, Берлин) — немецкий востоковед (гебраистика, иранистика, семитология).
Отец — нем. Detlev Olshausen, братья Герман и Теодор.

## Биография
Изучал восточные языки в Кильском, Берлинском и Парижском университетах (в последнем под руководством Сильвестра де Саси).
В 1823—1852 годах — профессор Кильского университета, откуда был уволен датским правительством за критику датских властей.
В 1841 году совершил путешествие на Восток.
С 1853 года — главный библиотекарь и преподаватель восточных языков Кёнигсбергского университета.
В 1858—1874 годах — советник министерства образования Пруссии.
С 1860 года — член Прусской АН.
С 1864 года — член-корреспондент Петербургской Академии наук.

## Труды
- Emendationen zum Alten Testament. Kiel, 1826.
- Die Pehlewilegenden auf den Münzen der letzten Sâsâniden. Kopenhagen, 1843.
- Katalog der arabischen und persischen Handschriften der königlichen Bibliothek in Kopenhagen. Kopenhagen, 1851.
- Erklärung der Psalmen. Leipzig, 1853.
- Lehrbuch der hebräischen Sprache. Braunschweig, 1861.
- Prüfung des Charakters der in den assyrischen Keilschriften enthaltenen semitischen Sprache. Berlin, 1865.